# Lijst van voetbalinterlands Brazilië - Zambia (vrouwen)
Deze lijst van voetbalinterlands is een overzicht van alle officiële voetbalinterlands tussen de nationale vrouwenteams van Brazilië en Zambia. De landen hebben tot nu toe één keer tegen elkaar gespeeld.

## Wedstrijden
| № | Plaats  | Datum        | Competitie             | Wedstrijd         | Uitslag |
| - | ------- | ------------ | ---------------------- | ----------------- | ------- |
| 1 | Saitama | 27 juli 2021 | Olympische Spelen 2020 | Brazilië − Zambia | 1 − 0   |

## Samenvatting
| Competitie        | Totaal gespeeld | Winst Brazilië | Gelijk | Winst Zambia | Doelsaldo Brazilië – Zambia |
| ----------------- | --------------- | -------------- | ------ | ------------ | --------------------------- |
| Olympische Spelen | 1               | 1              | 0      | 0            | 1 − 0                       |
| Totaal            | 1               | 1              | 0      | 0            | 1 − 0                       |